# Predný Drobkov

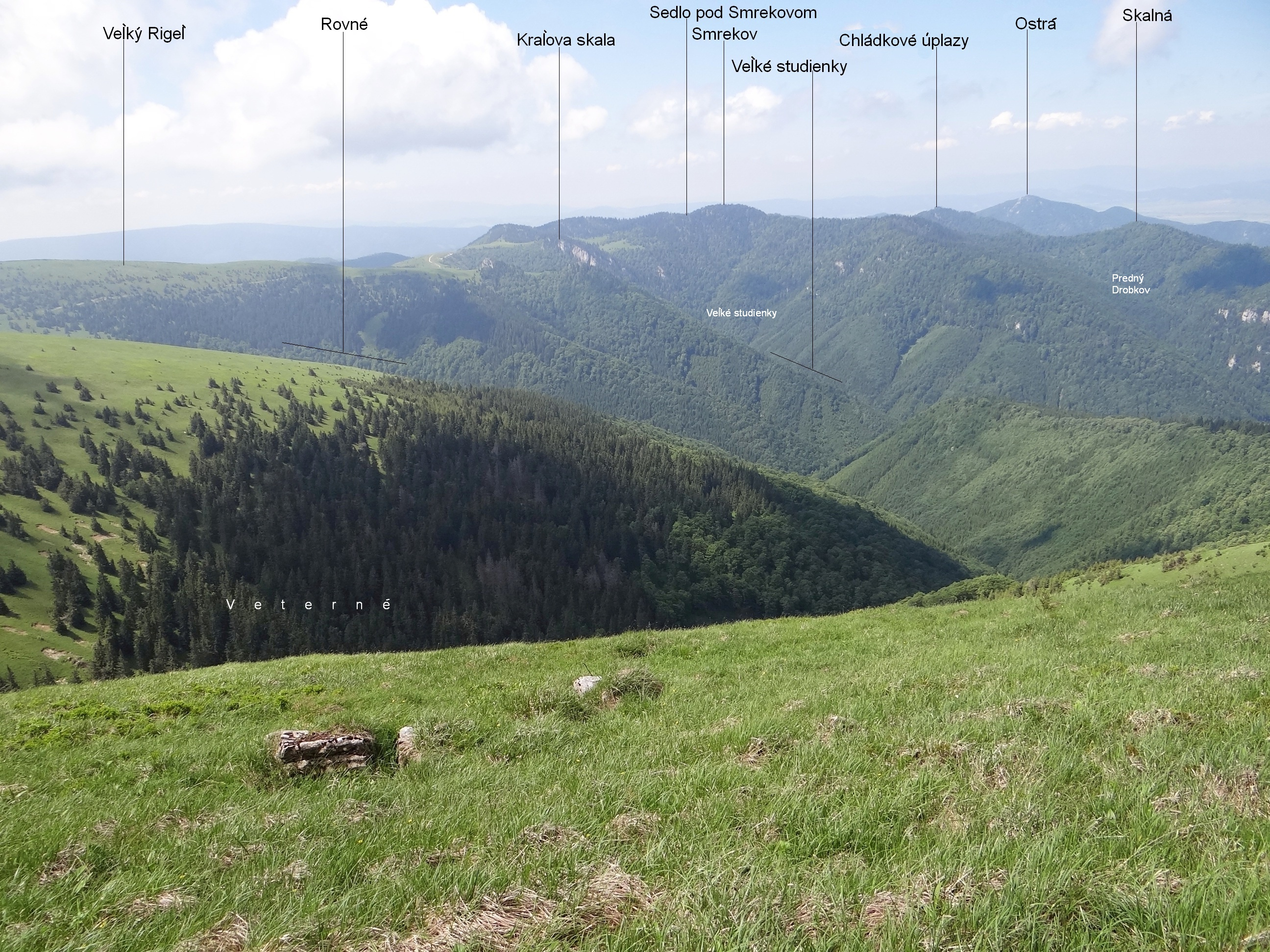

Predný Drobkov – dolina w Wielkiej Fatrze na Słowacji. Jest lewym odgałęzieniem Dedošovej doliny (Dedošová dolina). Orograficznie lewe zbocza doliny tworzy grzbiet szczytu Skalná (1297 m), prawe grzbiet Smrekova (1441 m). Dnem doliny spływa niewielki potok uchodzący do Gaderskiego potoku.
Dolina jest porośnięta lasem, ale w jej zboczach są liczne skały wapienne. W wylocie doliny na jej lewych zboczach znajduje się duża polana Drobkov. Dolina znajduje się w obrębie Parku Narodowego Wielka Fatra i nie prowadzi przez nią żaden szlak turystyczny. W pobliżu wylotu doliny (na skraju polany Drobkov) znajduje się rozdroże szlaków turystycznych (żółtego biegnącego dnem doliny na Krížną i zielonego na Ostredoka)